# Коркути, Музафер
Музафер Коркути (алб. Muzafer Korkuti; род. 17 мая 1936 или 1937, Fterrë, Влёра) — албанский археолог, директор Института археологии в Тиране, заместитель председателя Албанской академии наук.
Родился в южной Албании. В послевоенный период работал учителем в начальной школе в деревне Хере (префектура Влёра), изучал физику в Тиранском университете. В 1959 г. направлен на обучение в СССР, стажировался 2 месяца в Институте археологии в Москве, затем 2 года провёл в аспирантуре Ленинградского университета. После разрыва советско-албанских дипломатических отношений вернулся в Тирану, где завершил обучение в Тиранском университете, защитил диссертацию по захоронению в Аполлонии. Участвовал в раскопках неолитического поселения Малики.
В 1965 г. в течение 9 месяцев находился в командировке в Китае, где раскапывал палеолитическое поселение, посетил памятники эпохи неолита и бронзового века. C китайскими коллегами он общался в основном по-русски. В конце 1960-х также участвовал в раскопках в Румынии. В 1967—1976 гг. возглавлял Археологический центр. Затем, в рамках тогдашней политики Э. Ходжи, когда интеллектуалов периодически направляли в провинцию, подобное произошло и с Коркути, а археологический центр возглавила его коллега Александра Мана. В конце 1980-х гг. он вновь возглавляет Археологический институт, а в 1998 г. переизбирается на эту должность. Продолжает участвовать в раскопках крупных памятников, в том числе пещеры Франхти, а также открытых в 1990-х гг. Кониспольских пещер. Позже начал изучение древних империй : Персии, Греции и Армении. В 1999 году находился на раскопках в Армении, после чего уделил истории этой страны большое внимание. Многие его труды посвящены истории Греции и греческой культуре.